# Cliffortia concinna
Cliffortia concinna är en rosväxtart som beskrevs av August Henning Weimarck. Cliffortia concinna ingår i släktet Cliffortia och familjen rosväxter. Inga underarter finns listade i Catalogue of Life.